# Iron Crown Enterprises
Iron Crown Enterprises (spesso abbreviata in ICE) è stata una casa editrice statunitense di giochi di ruolo, da tavolo, di carte collezionabili e di wargame tridimensionali, fondata nel 1980, principalmente nota per la pubblicazione dei giochi di ruolo Girsa e Rolemaster. Il nome è un riferimento alla Corona Ferrea indossata da Morgoth.
In seguito a difficoltà economiche ha dichiarato la bancarotta il 26 ottobre 2000. Il marchio è stato acquistato dalla Aurigas Aldebaron e dal 2002 viene usato su licenza dalla Mjolnir LLC.

## Storia

### Inizi
Nel 1980 un gruppo di una decina di laureati dall'University of Virginia, tra cui Pete Fenlon, S. Coleman Charlton, Kurt Fischer fondarono la Iron Crown Enterprise per pubblicare le house rule che avevano sviluppato con i suoi compagni di gioco. Pete Fenlon aveva cominciato a giocare a Dungeons & Dragons fin dalla sua prima pubblicazione nel 1974 e da sei anni masterizzava una campagna ambientata nella Terra di Mezzo. Comunque rendendosi ben presto conto della scarsità delle proprie finanze e che non avrebbero potuto sostenersi finanziariamente con la nuova società, il numero di fondatori si ridusse a sei e i rimanenti si trovarono dei lavori part-time.
I primi prodotti furono una serie di supplementi da usare come addon modulari per Dungeons & Dragons. Il primo di questi fu Arms Law (1980) che aggiungeva maggior dettaglio al combattimento con l'uso di tabelle che confrontavano l'arma usata dall'attaccante con l'armatura usata dal difensore, introducevano un tiro di dadi aperto e aggiungevano successi e fallimenti critici ai possibili risultati di un'azione. Seguì Spell Law (1981) che presentava un nuovo sistema magico con gli incantesimi organizzate in liste tematiche di potenza progressivamente maggiore, quindi Claw Law (1982) che presentava regole di combattimento per bestie e mostri e infine Character Law (1982) che legandosi ai manuali precedentemente pubblicati e presentando delle regole di creazione dei personaggi pose le basi di un regolamento di gioco unificato. I quattro manuali furono ripubblicati insieme in un boxed set intitolato Rolemaster.
Oltre ai manuali che andarono a formare Rolemaster la ICE pubblicò anche nei suoi primi anni un'ambientazione non legata a nessun regolamento, The Iron Wind (1981), che divenne la base dell'ambientazione Loremaster e Manassas (Rick Britton, 1981), un wargame sulla guerra di secessione americana.

### La pubblicazione di MERP
Nel 1982 la ICE ottenne dalla Tolkien Enterprises la licenza esclusiva mondiale per produrre giochi basati sulle opere di J. R. R. Tolkien Il Signore degli Anelli e Lo Hobbit. Inizialmente pubblicò un supplemento generico utilizzabile in qualunque gioco di ruolo A Campaign and Adventure Guidebook for Middle-earth (1982), proseguendo quindi una serie di sei supplementi per Rolemaster ambientati circa 1400 anni prima della guerra dell'Anello. Nel 1984 pubblicò il Middle-earth Role Playing, generalmente abbreviato in MERP (che verrà pubblicato in Italia come Gioco di ruolo del signore degli anelli abbreviato in Girsa) semplificando le regole di Rolemaster per renderlo attraente per un pubblico più ampio. I supplementi furono comunque venduti come generici, piuttosto che specifici per Rolemaster/Girsa fino al 1987, lo stesso Fenlon in una lettera alla fanzine Open Hand disse che pensava che la maggior parte dei supplementi per Girsa venissero in realtà usati da giocatori di Dungeons & Dragons. Girsa fu comunque un ottimo successo commerciale, la prima edizione inglese vendette oltre le 250 000 copie e fu tradotto in dodici lingue.
Girsa fu supportato con numerosi supplementi, per il 1992 erano stati pubblicati 21 supplementi geografici e una quindicina di avventure. A differenza della maggior parte dei supplementi per i giochi di ruolo erano poco legati alle regole e si concentravano maggiormente sull'ambientazione, costituiscono così uno dei tentativi più dettagliati di descrivere un'ambientazione, insieme ai Forgotten Realms della TSR e al mondo di Hârn della Columbia Games. Libri maggiormente dedicati alle regole (con statistiche di personaggi non giocanti, mostri e tesori furono pubblicati solo a partire dalla fine degli anni ottanta.
Con la pubblicazione di Rolemaster e soprattutto di Girsa la compagnia guadagnò a sufficienza che Neidlinger, Coleman e Amthor poterono lasciare i loro lavori part-time ed essere assunti a tempo piendo dalla ICE.
Oltre a sfruttare a sfruttare la licenza di pubblicazione per un gioco di ruolo la ICE pubblicò anche il gioco di carte The Riddle of the Ring (1982) e il wargame The Battle of Five Armies (1984).

### Rolemaster e altri prodotti
Nel 1984 la ICE pubblicò Campaign Law, un supplemento per Rolemaster che guidava il master a costruire di una propria campagna, presentando inoltre un'ambientazione d'esempio chiamata Rolemaster, per la quale fu ristampato The Iron Wind e pubblicati alcuni altri supplementi, ma fu comunque un esperimento di breve durata. Nel 1986 fu pubblicata una seconda edizione di Rolemaster e cominciò la pubblicazione di una serie di supplementi annuali, i Rolemaster Companion che introducevano nuove regole e liste di incantesimi per Rolemaster.
Rolemaster si espanse nella fantascienza con la pubblicazione di Space Master (Terry Amthor e Kevin Barrett, 1985), un'ambientazione di space opera e di Cyberspace (Terry Amthor, Kevin Barrett, Coleman Charlton, Tod Foley e Leo LaDell, 1989), un'ambientazione cyberpunk con meccaniche compatibili con Space Master,  quest'ultimo pubblicato sulla scia del successo di Cyberpunk della R. Talsorian Games. Una versione rivista della seconda edizione di Rolemaster fu pubblicata nel 1989, questa volta supportata dall'ambientazione Shadow World che riprendeva ed ampliava, situandola al suo interno, la precedente ambientazione di Loremaster, per quest'ultima ambientazione furono pubblicati una quindicina di manuali tra il 1989 e il 1990, ma la loro pubblicazione si arrestò in seguito alla crisi di fine anni novanta della ICE e all'abbandono di Terry Amthor, che ne aveva curato la pubblicazione..
La ICE concesse alla Simutronic una licenza per lo sviluppo di un videogioco basato su Rolemaster, il risultato fu un multi user dungeon testuale, la cui prima demo giocabile fu pubblicata su GEnie come GemStone (1987), quindi pubblicato in una prima versione come GemStone ][ (1988) per essere sostituito rapidamente da GemStone III nel 1990. La licenza durò fino al 1995 quando fu lasciata scadere per mutuo consenso e il gioco fu modificato rimuovendo le meccaniche di gioco legate a Rolemaster (spesso semplicemente rinominandole) e cambiando il nome dell'ambientazione, per essere pubblicato come GemStone IV.
Nel 1988 entrò nel mercato dei librogame con la serie Tolkien Quest ambientata nella Terra di Mezzo, a cui si aggiunse nel 1987 la serie Sherlock Holmes Solo Mysteries, dedicata all'investigatore creato da Arthur Conan Doyle e infine nel 1988 la serie Narnia Solo Games ambientata in Narnia.
Un'ultima novità per la ICE fu il wargame Silent Death (Kevin Barrett, 1990), un wargame tridimensionale che simula il combattimento tra astronavi, basato inizialmente sul regolamento di Space Master ma divenuto presto una linea editoriale indipendente.

### Champions
Nel 1986 la ICE strinse un accordo con la Hero Games secondo il quale la ICE avrebbe dovuto pubblicare e distribuire i manuali della linea Champions, lasciando alla Hero Games il loro sviluppo e creazione. Comunque nel giro di un paio d'anni la ICE si incaricò anche della scrittura dei manuali dato che i fondatori della Hero Games si erano ormai dedicati ad altre società Nel periodo 1987-1990 pubblicò anche la linea di manuali Campaing Classic con statistiche doppie, sia per Rolemaster, che per Fantasy Hero (un regolamento fantasy basato su Champions) pubblicando diverse ambientazioni storiche e mitologiche, Robin Hood (1987), Mythic Greece (1988), Vikings (1989), Pirates (1989) e Mythic Egypt (1990). Queste non ottennero però un gran successo, dato che chi era interessato a un sistema di gioco trovava sprecate le pagine dedicate all'altro.
Nel 1989 pubblicò la quarta edizione di Champions rivista principalmente da Rob Bell, che separò il nucleo base delle regole da quelle specificatamente dedicate alle ambientazioni supereroistiche, rendendolo un vero sistema universale. La nuova edizione fu supportata da oltre cinquanta supplementi pubblicati tra il 1990 e il 1995, con manuali che espansero il sistema per nuovi generi come Fantasy Hero (1990), Western Hero (1991), Cyber Hero (1993) e Horror Hero (1995), anche se ad eccezione di Fantasy Hero non li supportò con ulteriori manuali specifici del genere e si limitò a pubblicare supplementi utilizzabili in più generi, come l'Hero Bestiary (1992) o The Ultimate Martial Artist (1994). Quando Rob Bell lasciò la ICE nel 1990 il suo posto di curatore della linea editoriale fu preso da Monte Cook e successivamente da Bruce Harlick.
Nel 1996 la Hero Games insoddisfatta della decisione della ICE di sospendere tutte le sue linee editoriali ad eccezione del gioco di carte collezionabile Middle-earth Collectible Card Game iniziò a cercare un nuovo editore per Champions e il 25 aprile 1996 annunciò di aver stretto un accordo con la R.Talsorian Games a cui fu trasferita la pubblicazione di Champions

### Prima crisi 1990-1992
La pubblicazione dei librogame causò una serie di problemi legali che portarono quasi alla bancarotta la ICE.  Dopo la pubblicazione dei primi tre libri della serie Tolkien Quest la George Allen & Unwin, distributrice dei libri di Tolkien nel Regno Unito, dichiarò che la Tolkien Enterprises e la ICE stavano violando il loro contratto di licenza, sostenendo che la ICE non avrebbe potuto pubblicare libri. La ICE fu obbligata a richiamare dalle librerie i librogame già pubblicati ed a distruggerli insieme a un quarto libro già pronto. Altri problemi sorsero con i librogame della serie di Narnia, dato che risultò che il licenziatore non avrebbe potuto cedere i diritti. Complessivamente la ICE perse una cifra stimata tra i 2,25 e il 2,5 milioni di dollari.
La ICE rinegoziò la sua licenza con la Tolkien Enterprises e pubblicò nel 1988 una nuova collana dedicata alla terra di mezzo, la Middle-earth Quest (pubblicata in Italia dalla Edizioni EL nella serie La Terra di Mezzo). Ormai però il mercato dei librigioco era in calo generale e nel 1988 le scarse vendite la forzarono la ICE a chiudere le linee dedicate a Narnia e di Sherlock Holmes. La nuova serie Middle earth Quest le seguì nel 1989. Al momento della chiusura circa una dozzina di libri erano pronti per la pubblicazione e anche se qualcuno fu pubblicato sui mercati esteri, questo si aggiunge alle già cospicue perdite subite dalla ICE.
La crisi si rifletté nel ritardo al pagamento ai freelancer, nell'abbandono di diversi dipendenti, tra cui alcuni dei fondatori originali, Terry Amthor, Kevin Barrett, John Morgan, Monte Cook e di Rick Britton, e nella sospensione della pubblicazione di nuovi manuali, eccetto che per quelli della linea Rolemaster e Hero. La ICE riuscì comunque a riprendersi negli anni successivi appoggiandosi alle sue linee classiche Rolemaster e l'Hero System e a Silent Death.

### Ripresa
Per il 1993 la ICE si era ripresa dai debiti e questo diede il via a una ripresa delle sue linee editoriali. Pete Fenlon annunciò il suo programma per sostenere MERP sulle pagine della fanzine Other Hands. In questo riconosceva che le regole non si mischiavano bene con l'ambientazione e che queste ultime si riferivano all'ambientazione in modo molto leggero Il programma prevedeva la produzione di giochi per il mercato di massa ambientati nella Terra di Mezzo, il supporto a  Lord of the Rings Adventure Game, un gioco di ruolo che la ICE aveva pubblicato nel 1991 semplificando ulteriormente le regole di MERP, come punto di ingresso per i nuovi giocatori, la pubblicazione di una seconda edizione di MERP e infine la pubblicazione di avventure adatte sia per MERP.
Questo programma rimase però in gran parte non realizzato, fu pubblicato un solo gioco da tavolo per il mercato di massa (The Hobbit Adventure Board Game, 1994) e un'unica avventura per i due regolamenti Over the Misty Mountains Cold (1993). La seconda edizione di MERP fu pubblicata nel 1993 accompagnata nel 1994 da un massiccio manuale di ambientazione, Arnor,  che comprendeva e integrava cinque precedenti manuali di ambientazione. Comunque dopo la pubblicazione di pochi supplementi (il modulo di avventura Palantir Quest, la campagna The Kin-Strife e il supplemento per i curatori Hands of the Healer) la pubblicazione di manuali per MERP si interruppe a causa del continuo calo di vendite che avevano subito nel corso degli anni.
A partire dal 1994 fu pubblicata anche una nuova versione di Rolemaster detta Rolemaster Standard System (RMSS), divisa in quattro manuali: Arms Law (1994), Gamemaster Law (1995), Spell Law (1995) e Rolemaster Standard Rules (1995). Questa seconda edizione se da un lato unificava in un insieme coeso un regolamento nato come plug-in per AD&D dall'altro esagerò nella complessità delle regole che divennero ancora più convolute e dettagliate. Diversi manuali di ambientazione espansero Rolemaster in altri generi e furono inoltre pubblicati tre videogiochi basati sul nuovo regolamento: Rolemaster: Magestorm (1996), Darkness Fall (1997) e Rolemaster: Bladelands (1997) pubblicati dalla Mythic Entertainment e nacque la fanzine Portals che dopo due numeri fu rimpiazzata nel 1998 dalla rivista online The Guild Companion tuttora esistente.
Nel 1995 la ICE entrò nel mercato dei giochi di carte collezionabili pubblicando  Middle-earth Collectible Card Game scritto da Coleman Charlton e Mike Reynolds. Il regolamento era molto complesso, ma ottenne inizialmente un buon successo e fu tradotto in tredici lingue, ma nel tempo le espansioni complicarono e diluirono ulteriormente le regole riducendone l'interesse anche degli appassionati.
Nel 1997, poco prima di scoprire i propri problemi finanziari, salvò dal fallimento la Mayfair, che fu ricreata come Iron Wind LLC, ma continuò a fare affari come Mayfair Games

### Il fallimento
Una serie di fattori contribuirono comunque a causare nuovi problemi finanziari alla ICE: l'aumento del costo della carta la costrinse a ridurre la dimensione dei manuali, impedendo di attrarre nuovi lettori con massicci manuali, nel 1996 perse i diritti per la pubblicazione di Champions che contava per un 20% dei suoi ricavi non legati ai giochi di carte collezionabili e infine diversi suoi distributori fallirono tra il 1997 e il 1998, comunque il colpo finale fu la sovrastima delle stampe dell'edizione Unlimited del Middle-earth Collectible Card Game.
La ICE entrò in amministrazione controllata (Chapter 11) nel 1999, questo però permise alla Tolkien Enterprises di ritirare la licenza di pubblicazione dei prodotti legati alla Terra di Mezzo per poterli successivamente rivendere e sfruttare la pubblicità che sarebbe seguita dalla pubblicazione della trilogia cinematografica di Peter Jackson Nonostante la pubblicazione di una terza edizione di Rolemaster, la Rolemaster Fantasy Roleplaying che stava incontrando buone vendite e la cessione della proprietà di Silent Death alla Mythic Entertainment la ICE fu costretta ad entrare in bancarotta secondo il Chapter 7 il 26 ottobre 2000.
I diritti per l'ambientazione Shadow World erano detenuti dualmente anche da Terry Amthor, insieme alla licenza di utilizzare Rolemaster per essi, che li utilizzò per il suo Eidolon Studios I diritti rimanenti della ICE, principalmente relativi a Rolemaster e Space Master  furono acquistati nel dicembre 2001 per 78.000 dollari da John R. Seal, un fan londinese che li affidò in gestione alla Aurigas Aldebaron, una società di gestione di proprietà intellettuali. La Aurigas concesse in licenza le proprietà alla Phoenix LLC, una società gestita da Bruce Neidlinger, uno dei precedenti proprietari della ICE,  che fu quasi subito ribattezzata Mjolnir LLC e iniziò a pubblicare con il marchio Iron Crown Enterprises.
A partire dal gennaio 2011 le licenze furono trasferite alla Guild Companion Publications Ltd.

## Riviste
La Iron Crown Enterprise in seguito all'accordo con la Hero Games ereditò la rivista Adventurers Club, che pubblicò dal numero 8 dell'autunno 1986 fino al numero 12 del 1988. Nel suo periodo di gestione la ICE aggiunse anche articoli dedicati a Rolemaster, ma i lettori abituali della rivista non gradirono molto questa novità, così tra il 1988 e il 1990 pubblicò sette numeri dell'Iron Crown Quaterly, una rivista in formato tabloid dedicata esclusivamente ai propri regolamenti..
Nel 1992 la ICE prese in mano la pubblicazione della fanzine Grey Worlds dedicata a Rolemaster, che era stata pubblicata per quattordici numeri tra il 1989 e il 1992 a cura di Ross Henton e Lem Richards, ma l'esperimento cessò dopo la pubblicazione di soli tre numeri nel corso di due anni.

## Giochi pubblicati

### Giochi da tavolo
- Manassas[37] (1980)
- The Riddle of the Ring (1982)
- The Battle of Five Armies (1984)
- The Lonely Mountain - Lair of Smaug the Dragon (1984)
- Cleric's Revenge (1985)
- Star Strike (1988)
- Armored Assault (1989)
- The Hobbit Adventure (1994)

### Librogame
Linee di librogame pubblicate:
- 1991 - 1993. Lord of the Rings Adventure Game, linea di avventure per un master e più giocatori scritte in maniera completamente programmata, che potevano essere anche giocate in solitario.
- 1985 - 1989 Middle-earth Quest. La pubblicazione di questa linea venne sospesa in seguito a problemi legali e ripresa successivamente una volta risolti. Quindi interrotta nuovamente per il sopravvenuto calo di interesse per i librogame (su tredici titoli annunciati sette furono pubblicati). Quattro volumi della serie sono stati pubblicati in italiano nella collana La Terra di Mezzo della Edizioni EL.
  - (1985). Tolkien Quest
  - (1985). Night of the Nazgul
- Sherlock Holmes Solo Mysteries line
  - Murder at the Diogenes Club (1987)
- Narnia Solo Games line
  - Return to Deathwater (1988)

### Giochi di ruolo
- (1978). Rolemaster  - gioco di ruolo fantasy
- (1982). Gioco di Ruolo del Signore degli Anelli (Middle-earth Role Playing,  1984)
- (1985). Spacemaster - Una adattamento di  Rolemaster a un'ambientazione space opera
  - (1990). Dark Space
  - (1992). Time Riders
- Cyberspace (1989)
- Campaign Classics line - dual stated for Hero System and Rolemaster:
  - (1987). Robin Hood
  - (1988). Mythic Greece
  - (1989). Vikings
  - (1989). Pirates
  - (1990). Mythic Egypt
- Lord of the Rings Adventure Game (1991)
- (2003). High Adventure Role Playing

### Wargame tridimensionali
- (1990). Silent Death
- (1990). Bladestorm

### Giochi di carte collezionabili
- (1995). Middle-earth Collectible Card Game